# Chicago Bulls 1980-1981
La stagione 1980-81 dei Chicago Bulls fu la 15ª nella NBA per la franchigia.
I Chicago Bulls arrivarono secondi nella Central Division della Eastern Conference con un record di 45-37. Nei play-off vinsero il primo turno con i New York Knicks (2-0), perdendo poi la semifinale di conference con i Boston Celtics (4-0).

## Roster
| N°    | Naz.                   | Ruolo | Sportivo        | Anno | Alt. | Peso |
| ----- | ---------------------- | ----- | --------------- | ---- | ---- | ---- |
| 7     | Stati Uniti (bandiera) | A     | Scott May       | 1954 | 201  | 98   |
| 12    | Stati Uniti (bandiera) | G     | Ronnie Lester   | 1959 | 188  | 79   |
| 13    | Stati Uniti (bandiera) | AC    | Dwight Jones    | 1952 | 208  | 95   |
| 14-40 | Stati Uniti (bandiera) | G     | Ricky Sobers    | 1953 | 191  | 90   |
| 23    | Stati Uniti (bandiera) | G     | Ollie Mack      | 1957 | 191  | 84   |
| 24    | Stati Uniti (bandiera) | G     | Reggie Theus    | 1957 | 201  | 86   |
| 26    | Stati Uniti (bandiera) | AC    | Coby Dietrick   | 1948 | 208  | 100  |
| 31    | Stati Uniti (bandiera) | G     | Sam Worthen     | 1958 | 196  | 88   |
| 32    | Stati Uniti (bandiera) | A     | James Wilkes    | 1958 | 201  | 88   |
| 33    | Stati Uniti (bandiera) | GA    | Bob Wilkerson   | 1954 | 198  | 88   |
| 34    | Stati Uniti (bandiera) | AC    | David Greenwood | 1957 | 206  | 101  |
| 35    | Stati Uniti (bandiera) | A     | Larry Kenon     | 1952 | 206  | 93   |
| 53    | Stati Uniti (bandiera) | C     | Artis Gilmore   | 1949 | 218  | 109  |

## Staff tecnico
- Allenatore: Jerry Sloan
- Vice-allenatori: Phil Johnson, Bumper Tormohlen
- Preparatore atletico: Mark Pfeil